# قسم ششده الريفي (مقاطعة فسا)
قسم ششده الريفي (بالفارسية: دهستان ششده) هي منطقة سكنية تقع في Sheshdeh and Qarah Bulaq District في إيران. يقدر عدد سكانها بـ 7,904 نسمة .